# ویلهلم ناسلت
ویلهلم ناسلت (انگلیسی: Wilhelm Nusselt; ۲۵ نوامبر ۱۸۸۲ – ۱ سپتامبر ۱۹۵۷) یک فیزیک‌دان، مهندس، و استاد دانشگاه اهل آلمان بود. عدد ناسلت که در انتقال حرارت مبین نسبت گرمای انتقال یافته از طریق همرفت (یا جابجایی) به گرمای انتقال یافته از طریق رسانش (یا هدایتی) در مرز سیستم می‌باشد، به افتخار وی نامگذاری شده‌است.